# Vuelo 956 de West Coast Airlines
El vuelo 956 de West Coast Airlines fue un vuelo comercial programado en el oeste de los Estados Unidos que se estrelló el 1 de octubre de 1966, aproximadamente a 5,5 millas (9 km) al sur de Wemme, Oregón, al sureste de Portland. Trece pasajeros y cinco miembros de la tripulación iban a bordo, pero ninguno sobrevivió. En su primera semana de servicio, la aeronave fue destruida por el impacto y el incendio posterior.
La causa probable del accidente fue "el descenso de la aeronave por debajo de su límite de despeje y por debajo del terreno obstructor circundante, pero la Junta no pudo determinar la causa de dicho descenso".  Este accidente fue la primera pérdida de un Douglas DC-9,  y las primeras muertes de la aerolínea. Tres de los pasajeros eran empleados de la aerolínea.

## Aeronave
El avión involucrado con el registro N9101, un Douglas DC-9-14, número de serie 45794, fue entregado a West Coast Airlines solo quince días antes del accidente. El avión había entrado en servicio el lunes 26 de septiembre, había volado un total de 164 horas y había sido mantenido según lo requerido por la Administración Federal de Aviación (FAA).  El costo del avión de 75 pasajeros fue de $3 millones de dólares.

## Accidente
El sábado 1 de octubre de 1966, un Douglas DC-9 registrado en los Estados Unidos como N9101 operó como Vuelo 941 en dirección sur desde Seattle, Washington, a San Francisco, California, con escalas intermedias en Portland y Eugene, Oregón.
Después de aproximadamente una hora en tierra, la aeronave y la tripulación se convirtieron en el vuelo 956 en dirección norte, que invirtió la ruta y las paradas del vuelo anterior. El vuelo 956 llegó a Eugene a las 19:34 y partió hacia Portland a las 19:52. El vuelo recibió una autorización de las Reglas de vuelo por instrumentos (IFR) a través de Victor Airway 23 a 12.000 pies (3.660 m) de altitud.
Bajo el vector de radar del Control de tráfico aéreo a las 20:04:25 PDT, el vuelo 956 recibió instrucciones de descenso del Seattle Center. El vuelo 956 reconoció que la transmisión descendía a 9.000 pies (2.740 m) desde 14.000 pies (4.270 m). Aproximadamente un minuto después, el controlador informó al vuelo que la Pista 28R estaba en uso en el Aeropuerto Internacional de Portland y ordenó al vuelo que "girara a la derecha en dirección tres cero cero". Después de cuestionar la dirección del giro, la tripulación reconoció "Giro a la derecha a tres cero cero, Roger".
El controlador perdió el contacto del radar con el vuelo mientras giraba a la derecha pasando por un rumbo estimado de 240 a 260 grados. A las 20:09:09, se solicitó a la tripulación que informara cuando se estableciera en un rumbo de 300 grados. Después de repetir la solicitud, la tripulación respondió a las 20:09:27, "Nueve cinco seis wilco". Cuando el objetivo del radar no regresó y no se escucharon otras transmisiones del vuelo, los procedimientos de notificación de accidentes se iniciaron a las 20:15.
Un interceptor de caza F-106 Delta Dart de la Base de la Fuerza Aérea McChord (al sur de Tacoma, Washington) y un hidroavión HU-16 Albatross de la base aérea de Portland fueron enviados para intentar localizar el avión perdido la noche en que desapareció. En el momento de la desaparición, más de una hora después de la puesta del sol, el techo de nubes estaba a 2.900 pies (880 m), y el clima consistía en lluvia.

## Restos
Los investigadores encontraron el avión la tarde siguiente, domingo 2 de octubre, en una sección despoblada del Bosque Nacional Mount Hood, aproximadamente a diez millas (16 km) al oeste-suroeste de Mount Hood. Los restos se ubicaron en la ladera este de una cresta de 4.090 pies (1.250 m) en el Complejo Salmon Mountain a una altitud de 3.830 pies (1.170 m). La actitud de la aeronave fue de 30 grados en la orilla derecha, en una trayectoria de vuelo ascendente de 3-4 grados con un rumbo de 265 grados en el momento del impacto. Después de cortar numerosos abetos grandes, golpeó la pendiente ascendente de 30 a 35 grados y se deslizó cuesta arriba aproximadamente 150 pies (45 m). Los restos principales se detuvieron a 3.890 pies (1.190 m) y se produjo un incendio terrestre severo.
Se tomaron en cuenta todas las extremidades de la aeronave, se replegó el tren de aterrizaje y no se encontró evidencia de falla estructural en vuelo, incendio o explosión. La aeronave estaba equipada con un registrador de datos de vuelo y un registrador de voz en la cabina. Aunque ambos se recuperaron de los restos, solo el registrador de datos de vuelo proporcionó un registro utilizable. William L. Lamb de la Junta de Aeronáutica Civil (CAB) estuvo a cargo de la investigación.

## Tripulación
Este fue un vuelo de calificación de ruta para su capitán, que tenía más de 18.900 horas de vuelo y diecisiete en el DC-9. El capitán de control disponía de 21.800 horas, pero solo cincuenta en el DC-9. El primer oficial, en el asiento auxiliar, tenía más de 9.500 horas, con solo nueve en el DC-9. Los tres habían completado controles de competencia recientes: el capitán y el primer oficial tuvieron el suyo dos días antes, el del capitán de control fue el 20 de septiembre. Los otros dos miembros de la tripulación eran asistentes de vuelo y los cinco residían en el área de Seattle.

## Hallazgos
La causa específica del accidente nunca fue determinada por la Junta Nacional de Seguridad en el Transporte. Sin embargo, en el proceso de la investigación, la NTSB hizo estos hallazgos:
1. La aeronave estaba en condiciones de volar y los pilotos estaban debidamente certificados.
2. No hubo fallas mecánicas de la aeronave, sus sistemas, centrales eléctricas o componentes.
3. El vuelo fue autorizado y reconocido a una altitud asignada de 9.000 pies (2.740 m).
4. El avión estaba en piloto automático.
5. El vuelo descendió de manera normal a aproximadamente 4.000 pies (1.220 m) y se niveló.
6. Se inició una subida abrupta dos segundos antes del impacto.